# 颱風道格
| 太平洋颱風季             |
| 主題頁 - 專題 - 編輯指南 |

颱風道格（英語：Typhoon Doug，國際編號：9413，中國大陸編號：9414，聯合颱風警報中心：17W，菲律賓大氣地球物理和天文管理局：Ritang）為1994年太平洋颱風季第十三個被命名的風暴。造成台灣「八一二水災」。

## 發展過程
- 8月1日，關島西北西海面上有熱帶擾動產生。
- 8月2日，道格於菲律賓呂宋島東方海面增強為熱帶性低氣壓。之後又進一步增強為熱帶風暴，並命名為「道格」。以時速13公里以北北西之方向行進，並持續增強。
- 8月3日，增強為強烈熱帶風暴，18小時後增強至一級颱風等級。
- 8月6日，道格已達到五級超級颱風強度，最大風速260km/h，最低氣壓達到925百帕。
- 8月7日，至台灣東部近海後，強度開始減弱，並於8日凌晨2時，緩慢通過彭佳嶼與宜蘭間海面。
- 8月9日，降級為熱帶風暴，並持續向北行進。
- 8月11日，於黃海90度順時針轉向後，於中國大陸江蘇省南通市如東縣登陸。
- 8月12日，轉化為溫帶氣旋，殘餘雲系於不久消散。

## 影響

### 臺灣
當地發佈之颱風警報：海上陸上颱風警報
道格北上引進強烈的西南氣流，造成台灣南部、東南部及中部山區豪雨持續數日，公路多處坍方，橋樑毀損，鐵路內灣線竹東大橋遭溪水沖斷。鐵、公路及航空交通受阻。電力嚴重損害。南投縣山區山洪爆發，部份地區對外交通中斷，台灣各地均有災情，以宜蘭縣最嚴重。花蓮縣、台東縣地區有焚風發生。全台灣有15人死亡、42人受傷、4人失蹤、300人無家可歸。
| 彭佳嶼 · 41.8 m/s板橋 · －鞍部 · －竹子湖 · －淡水 · －基隆 · 19.4 m/s臺北 · 14 m/s新屋 · －新竹 · 14 m/s宜蘭 · 20.5 m/s蘇澳 · 29.6 m/s花蓮 · 18.8 m/s成功（新港） · 23.8 m/s臺東 · 6.7 m/s大武 · 7.4 m/s蘭嶼 · 33.5 m/s臺中 · 8.5 m/s梧棲 · 18.4 m/s日月潭 · －阿里山 · －嘉義 · 8.1 m/s玉山 · －臺南 · 10.8 m/s高雄 · 12 m/s恆春 · 13.2 m/s澎湖 · 10.3 m/s東吉島 · －金門 · －馬祖 · － 中華民國交通部中央氣象署署屬氣象測站測得最大持續風力。圖例： · 無數據 · 測得5級風或以下 · 測得6至7級風 · 測得8至9級風 · 測得10至11級風 · 測得12至15級風 | 彭佳嶼 · 60.1 m/s板橋 · －鞍部 · －竹子湖 · －淡水 · －基隆 · 39.9 m/s臺北 · 34.8 m/s新屋 · －新竹 · 28.8 m/s宜蘭 · 36.3 m/s蘇澳 · 59.9 m/s花蓮 · 37.5 m/s成功（新港） · 39.5 m/s臺東 · 18.9 m/s大武 · 27.1 m/s蘭嶼 · 49 m/s臺中 · 18.1 m/s梧棲 · 28.1 m/s日月潭 · －阿里山 · －嘉義 · 14.1 m/s玉山 · －臺南 · 20.1 m/s高雄 · 20.1 m/s恆春 · 28.2 m/s澎湖 · 16 m/s東吉島 · －金門 · －馬祖 · － 中華民國交通部中央氣象署署屬氣象測站測得最大陣風。圖例： · 無數據 · 測得6至7級風 · 測得8至9級風 · 測得10至11級風 · 測得12至15級風 · 測得16級風或以上 |

## 熱帶氣旋警告使用記錄

### 臺灣
| 中央氣象局 颱風警報 | 中央氣象局 颱風警報 | 中央氣象局 颱風警報 |
| ------------------- | ------------------- | ------------------- |
| 上一熱帶氣旋        | 海上颱風警報        | 下一熱帶氣旋        |
| 輕度颱風凱特琳      | 海上颱風警報        | 強烈颱風弗雷特      |
| 輕度颱風凱特琳      | 陸上颱風警報        | 強烈颱風弗雷特      |